# Shadows of Steel
Gli Shadows of Steel sono un gruppo musicale italiano di genere power metal, attivo dalla seconda metà degli anni '90.

## Storia
Formatosi a Genova nel mese di ottobre 1996, la band registra il suo primo demo tape con quattro tracce nel dicembre dello stesso anno.
Il primo album dal titolo omonimo Shadows of Steel è un concept, una storia di fantasia e follia partorita da una mente che viaggia nel tempo e nello spazio. I testi lasciano all'ascoltatore la libertà d’interpretazione.
Nel marzo 1998, il batterista Frank Andiver è parte integrante della band che inizia a registrare un doppio mini-CD Twilight .
Nel novembre dello stesso anno esce Twilight, con quattro brani inediti e quattro cover di band heavy metal americane come Agent Steel, Explorer, Savage Grace e Crimson Glory.
Per il nuovo full-length album intitolato Second Floor la band arruola due nuovi chitarristi, Yackson e Ice Reaven, il disco vede la luce nel 2002, questo lavoro finisce ciò che è iniziato con il primo album mantenendo lo stesso stile di scrittura: voce teatrale e acuta, arrangiamenti sinfonico-elettronici e assoli di chitarra melodici.
Sfortunatamente le vendite sono scarse ed il morale della band è ai minimi storici; Wild Steel si dedica allora a progetti personali e collaborazioni con altri artisti e gruppi come Athlantis e Soulblaze.
Dal 2002 al 2012 collabora con svariate tribute band, Maiden of Dreams, Suicide Solution, Kissology, produce il suo primo album solista intitolato Wild Steel uscito nel 2007 ed il tributo ai Crimson Glory intitolato "Transcending Glory" datato 2011.
Nel 2011 la band si riunisce per un paio di concerti, è un nuovo inizio, Wild Steel e Andrea De Paoli sono pronti a scrivere il materiale per un nuovo disco e finalmente viene completato il successore di Second Floor, il nuovo album intitolato Crown of Steel uscito nel 2013.

Nel 2018 avvengono alcuni cambi nella band, entrano Andrew Spane alla chitarra, Fabio Zunino al Basso e Matt Peruzzi alla batteria.

## Formazione

### Attuale
- Wild Steel - voce
- Ice Reaven - chitarra
- Andrew Spane - chitarra
- Andrea De Paoli - tastiere
- Fabio Zunino - basso
- Matt Peruzzi - batteria

## Discografia
Album in studio
- 1997 - Shadows of Steel
- 1998 - Twilight
- 2000 - Heroes
- 2002 - Second Floor
- 2013 - Crown of Steel